# Seconde guerre de Melilla
La Guerre de Melilla (en espagnol : Guerra de Melilla) est une guerre qui eut lieu entre les troupes espagnoles du Maroc et la guérilla du Rif aux alentours de la ville de Melilla entre février et décembre 1909.
Le Rif, région montagneuse du nord du Maroc, était considéré « sphère d'influence espagnole » par l'article 2 du traité secret entre la France et l'Espagne concernant le Maroc, signé le 3 octobre 1904 à Paris.
La France avait également signé avec le Royaume-Uni, la même année, l'Entente cordiale qui lui donnait libre accès au  Maroc, et elle avait contraint le sultan Abd al-Hafid à signer divers traités en fonction desquels son royaume abandonnait à la puissance étrangère française certains de ses pouvoirs, ce qui annonçait ce que serait le régime de protectorat.

## Contexte
Le traité de paix avec le Maroc qui a suivi la guerre de 1859 a entraîné l’acquisition d’un nouveau périmètre de ville pour Melilla, portant sa superficie à ses 12 km2 actuels. Après la déclaration de Melilla comme port franc en 1863, la population commence à augmenter, principalement avec les Juifs séfarades fuyant Tétouan qui ont encouragé le commerce à l’intérieur et à l’extérieur de la ville. Le nouvel accord de 1894 avec le Maroc qui a suivi la guerre de Melilla de 1893 entre les Espagnols et les membres des tribus rifiennes augmente le commerce avec l’arrière-pays, portant la prospérité économique de la ville à un nouveau niveau.
Cependant, le tournant du nouveau siècle voit les tentatives de la France de profiter de sa sphère d’influence nouvellement acquise au Maroc pour contrer les prouesses commerciales de Melilla en favorisant les liens commerciaux avec les villes algériennes de Ghazaouet et Oran. Melilla commence à en souffrir puis s’ajoute également l’instabilité apportée par les révoltes contre le sultan Abdelaziz ben Hassan dans l'arrière pays, bien qu’après 1905 le prétendant sultan Rogui Bou Hmara ait mené une politique de désamorçage des hostilités dans la région qui favorise l’Espagne. La conférence d’Algésiras de 1906 sanctionne l’intervention directe de la France et de l’Espagne au Maroc. Les Français se hâtent d’occuper Oujda en 1907, compromettant le commerce de Melilla avec cette ville. L’instabilité persistante dans le Rif menace toujours Melilla. Après l’occupation espagnole de Ras El Ma le 12 mars 1908, qui a provoqué une nouvelle intervention potentielle dans le bassin de la Moulouya, des sociétés minières étrangères commencent à entrer dans la région. Une compagnie espagnole, la Compañía Española de Minas del Rif, est constituée en juillet 1908, dirigée par Clemente Fernández, Enrique Macpherson, le comte de Romanones, le duc de Tovar et Juan Antonio Güell, qui a nommé Miguel Villanueva comme président.
Le 8 août 1908, les Rifains attaquent les mines, sans faire de victimes. Au milieu d’un conflit avec les tribus rifiennes, Bou Hmara, faute de suffisamment de soutien espagnol, est forcé de quitter la région à la fin de 1908. Sans soutien en territoire hostile, le général José Marina Vega, commandant militaire de Melilla, demande au gouvernement espagnol des renforts pour protéger les mines, mais aucun n'est envoyé. Le 9 juillet 1909, une nouvelle attaque a lieu et un certain nombre de cheminots espagnols sont tués par des membres de tribus déclenchant une offensive de représailles ordonnée par Marina Vega au cours de laquelle plusieurs positions près de Melilla sont occupées.

## Déroulement
À la suite de ces morts, le Premier ministre espagnol Antonio Maura augmente la garnison espagnole à Melilla de 5 000 à 22 000 hommes en préparation d’une offensive. Toutes les forces espagnoles impliquées sont des conscrits. À ce stade, l’Espagne n’a ni troupes professionnelles, ni troupes indigènes sous les armes. L’armée espagnole est mal entraînée et mal équipée et manquait de cartes de base. L’inertie en Espagne continentale qui suit le début du conflit provoque l’insurrection des classes populaires, débordant sur les événements de la Semaine Tragique qui se déroulent de fin juillet à début août 1909, de la manière la plus acrimonieuse à Barcelone, où les protestations s’entremêlent avec des explosions de violence anticlérical, obligeant le gouvernement Maura à suspendre les garanties constitutionnelles dans l’ensemble du pays après le 28 juillet.
Les troupes espagnoles sont prises sous le feu des francs-tireurs et des escarmouches ont lieu près de Melilla. Le général Marina décide de poster six compagnies à Ait Aixa, sous le commandement du colonel Álvarez Cabrera. Ils quittent Melilla à la tombée de la nuit mais se sont perdus et, le matin, se sont retrouvés dans le canyon de l’Alfer, où ils sont décimés par des tirs depuis les hauteurs. Le colonel Cabrera et 26 hommes sont tués et 230 blessés. Le 27 juillet, les Espagnols subissent une deuxième défaite à Wolf Ravine. La veille, Marina a décidé d’envoyer des forces pour protéger la Segunda Caseta et a également ordonné au général Pintos de monter la garde dans les environs du mont Gourougou à la tête d’une brigade de jägers. Les Rifains tendent une embuscade aux Jägers et infligent des pertes d’environ 600 blessés et 150 tués aux troupes espagnoles, y compris Pintos, qui périt au combat.
La 2e brigade mixte arrive de Campo de Gibraltar entre le 30 juillet et le 8 août, et les jours suivants la 1re division organique renforcée, de Madrid, qui compte 8 175 hommes. De cette façon, l’armée d’opérations comptait 35 507 soldats le 15 août. Le 20 septembre, la manœuvre d’enveloppement commence vers le nord, occupant Taxdirt, Taurit et, quelques jours plus tard, El Zoco el Had et Hidum. Dans la zone la plus proche du Gourougou, le 26, Nador est occupé, avançant de Melilla et le 29 Ait Axa, sur l’une des crêtes du Gourougou qui tombent vers cette ville. Plus au sud, le 27, la citadelle de Zeluán est occupée. Le 28 septembre, il y a une attaque rifienne sur la position du Souk el Had de Benisicar où le caporal Noval, en service à l’étranger, est capturé et se sacrifie pour empêcher l’entrée dans la position de ses ravisseurs, ce qui lui valut l’attribution de la  Croix laurée. Le 30 septembre, les troupes qui avancent sur la ligne La Restiga Zeluán se trouvent dans la zone minière au nord-est de Zeluán, et lors d’une opération de reconnaissance, elles ont eu une dure confrontation à Beni Bu Ifrur, subissant environ 300 pertes, avec 40 morts, parmi lesquels le général Díaz Vicario qui commande l’une des colonnes formé avec des compagnies de la 1ère Division. C'est le massacre le plus important des troupes espagnoles dans la seconde partie de la guerre des combattants kabyles ont participé à cet affrontement, formant un contingent de 21 880 hommes.

## Conséquences
Face aux plans du gouvernement de limiter les actions à la punition des Kabyles, tenus responsables des agressions, et au rétablissement de « l’ordre et de la tranquillité » sur le territoire, le général Marina, outrepassant ses pouvoirs, serait allé au-delà des ordres reçus avec l’avance des troupes vers Zeluán et le combat de Beni Bu Ifrur. Tout semble indiquer qu’il aurait agi selon les plans d’une puissance au-dessus du gouvernement, qui ne serait autre qu’Alphonse XIII lui-même. L’opération qui met fin à la période active de la guerre a lieu le 26 novembre lorsque trois colonnes, qui se sont concentrées près de Nador, avancent en direction de l’ouest vers le col d’Atlaten, porte d’entrée de la zone des mines de Monte Uixan, de la Compañía Española de Minas del Rif, occupant les villages de Sebt, Bentabar et d’autres noyaux du plateau d’Atlaten. En décembre, il y a encore quelques attaques mineures, qui cessent avec le tournant de l’année. Au cours des six mois qui se sont écoulés, le nombre total de victimes espagnoles dans la guerre de Melilla s’est élevé à 2 235, dont 358 sont tués.